# Тихоокеанска лястовица
Тихоокеанската лястовица (Hirundo tahitica) е вид птица от семейство Лястовицови (Hirundinidae).

## Разпространение
Видът е разпространен в Бруней, Вануату, Виетнам, Индия, Индонезия, Източен Тимор, Камбоджа, Китай, Малайзия, Мианмар, Нова Каледония, Папуа Нова Гвинея, Сингапур, Соломоновите острови, Тайланд, Тонга, Фиджи, Френска Полинезия, Филипините и Япония.